# Конзак
Конза́к (фр. Connezac) — коммуна во Франции, находится в регионе Аквитания. Департамент — Дордонь. Входит в состав кантона Ле-Перигор-вер-нонтронне. Округ коммуны — Нонтрон.
Код INSEE коммуны — 24131.

## География

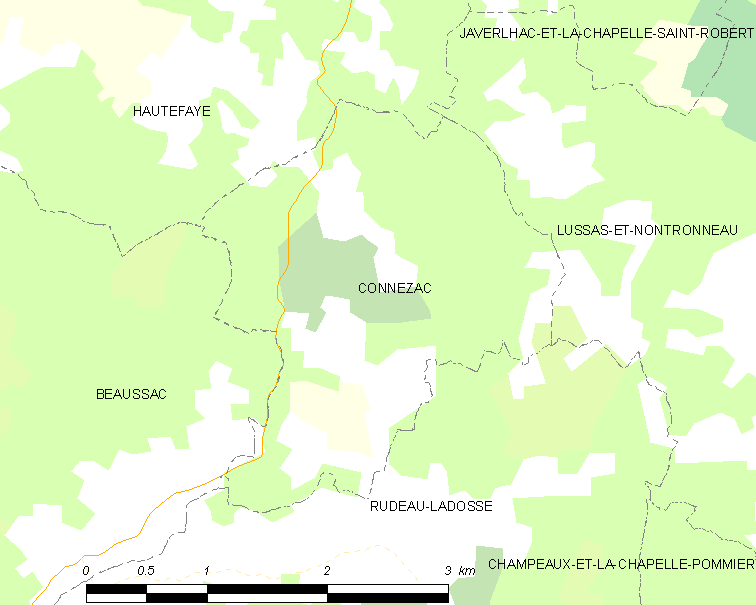
Карта коммуны

Коммуна расположена приблизительно в 400 км к югу от Парижа, в 115 км северо-восточнее Бордо, в 40 км к северу от Перигё.

### Климат
Климат умеренный океанический со средним уровнем осадков, которые выпадают преимущественно зимой. Лето здесь долгое и тёплое, однако также довольно влажное, здесь не бывает регулярных периодов летней засухи. Средняя температура января — 5 °C, июля — 18 °C. Изредка вследствие стечения неблагоприятных погодных условий может наблюдаться непродолжительная засуха или случаются поздние заморозки. Климат меняется очень часто, как в течение сезона, так и год от года.

## Население
Население коммуны на 2010 год составляло 79 человек.
| 1962 | 1968 | 1975 | 1982 | 1990 | 1999 | 2010 |
| ---- | ---- | ---- | ---- | ---- | ---- | ---- |
| 121  | 111  | 103  | 91   | 56   | 80   | 79   |

## Администрация
| Период | Период | Фамилия      | Партия       | Примечания         |
| ------ | ------ | ------------ | ------------ | ------------------ |
| 1989   | 2008   | Андре Фори   |              |                    |
| 2008   | 2014   | Франсуа Варо | беспартийный | военный в отставке |
| 2014   | 2020   | Тьерри Паске |              |                    |

## Экономика
В 2010 году среди 49 человек трудоспособного возраста (15-64 лет) 33 были экономически активными, 16 — неактивными (показатель активности — 67,3 %, в 1999 году было 71,7 %). Из 33 активных жителей работали 32 человека (18 мужчин и 14 женщин), безработной была 1 женщина. Среди 16 неактивных 6 человек были учениками или студентами, 6 — пенсионерами, 4 были неактивными по другим причинам.

## Достопримечательности
- Замок Конзак (XVI век). Исторический памятник с 1946 года[5]
- Церковь Св. Мартина (бывшая часовня замка Конзак, реставрирована в 2010 году)

## Фотогалерея

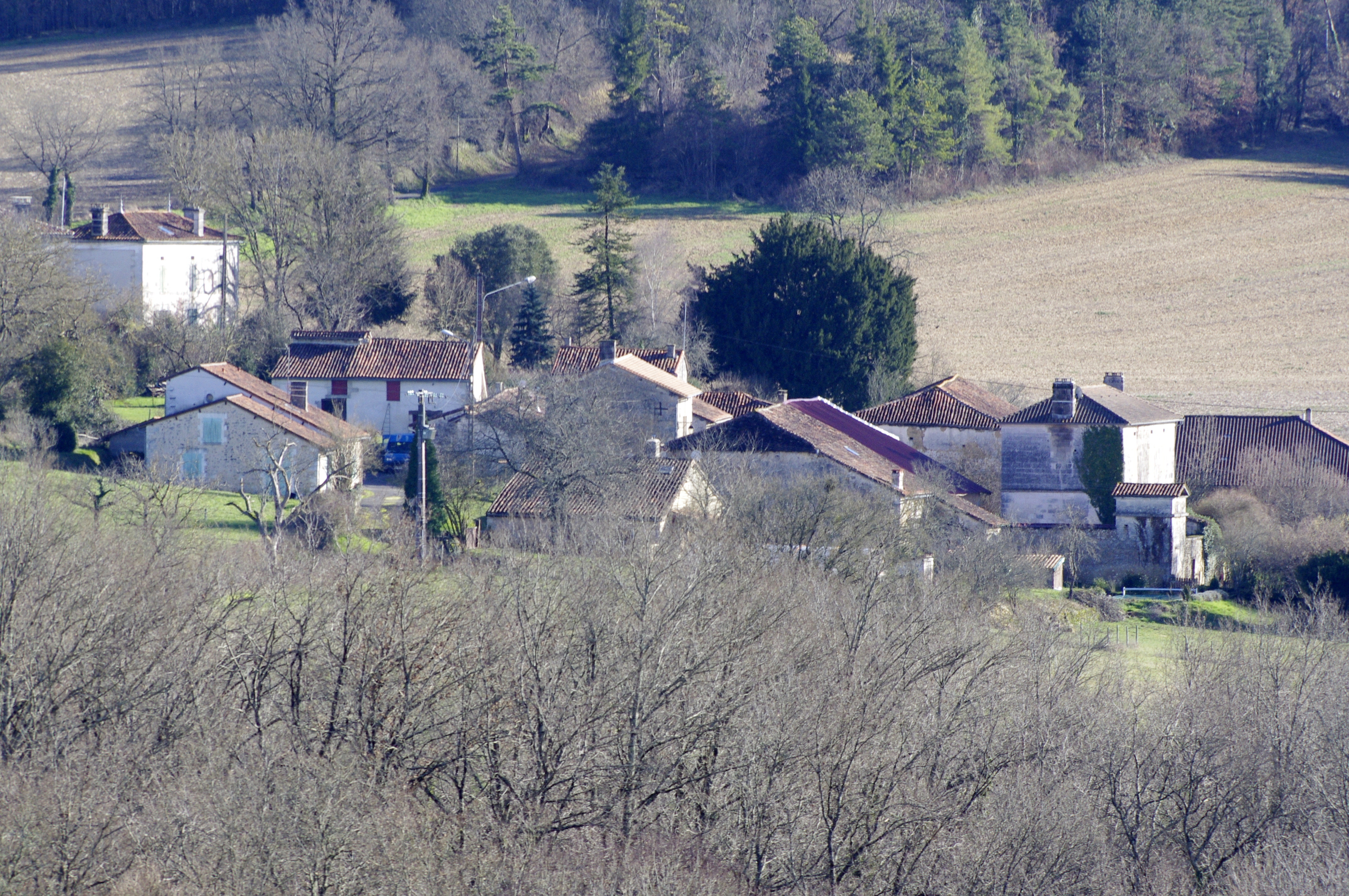
Конзак
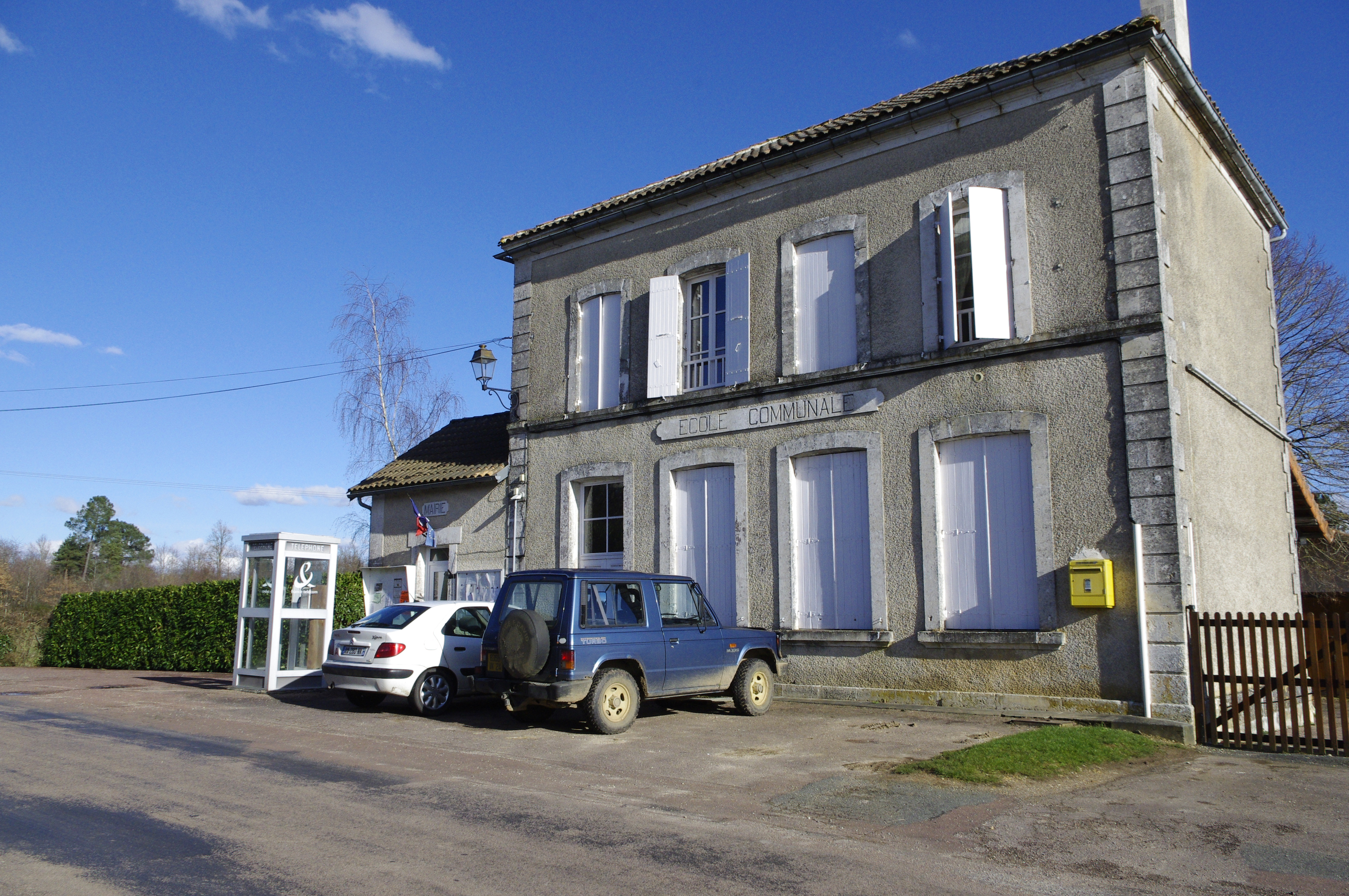
Мэрия
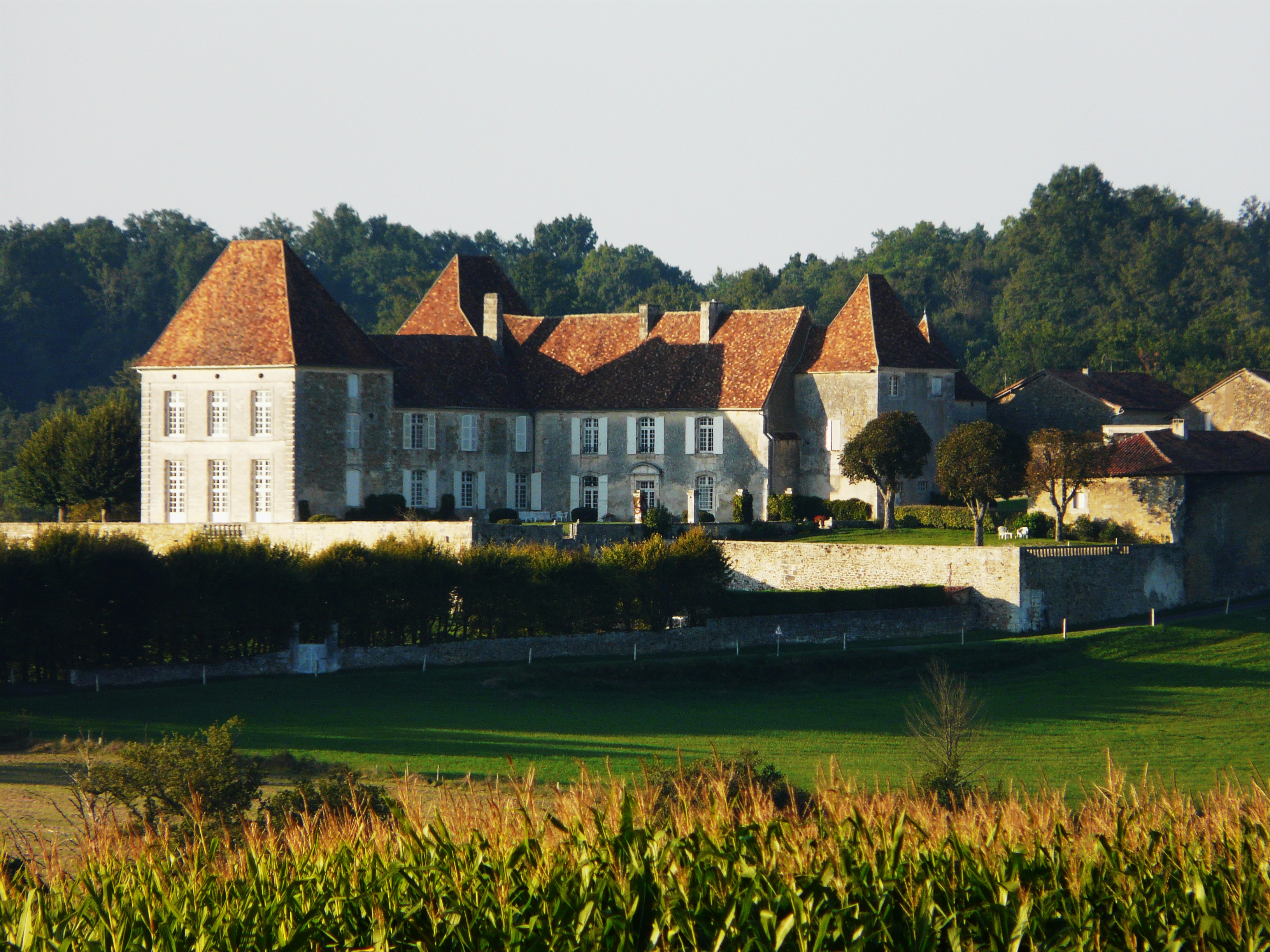
Замок Конзак
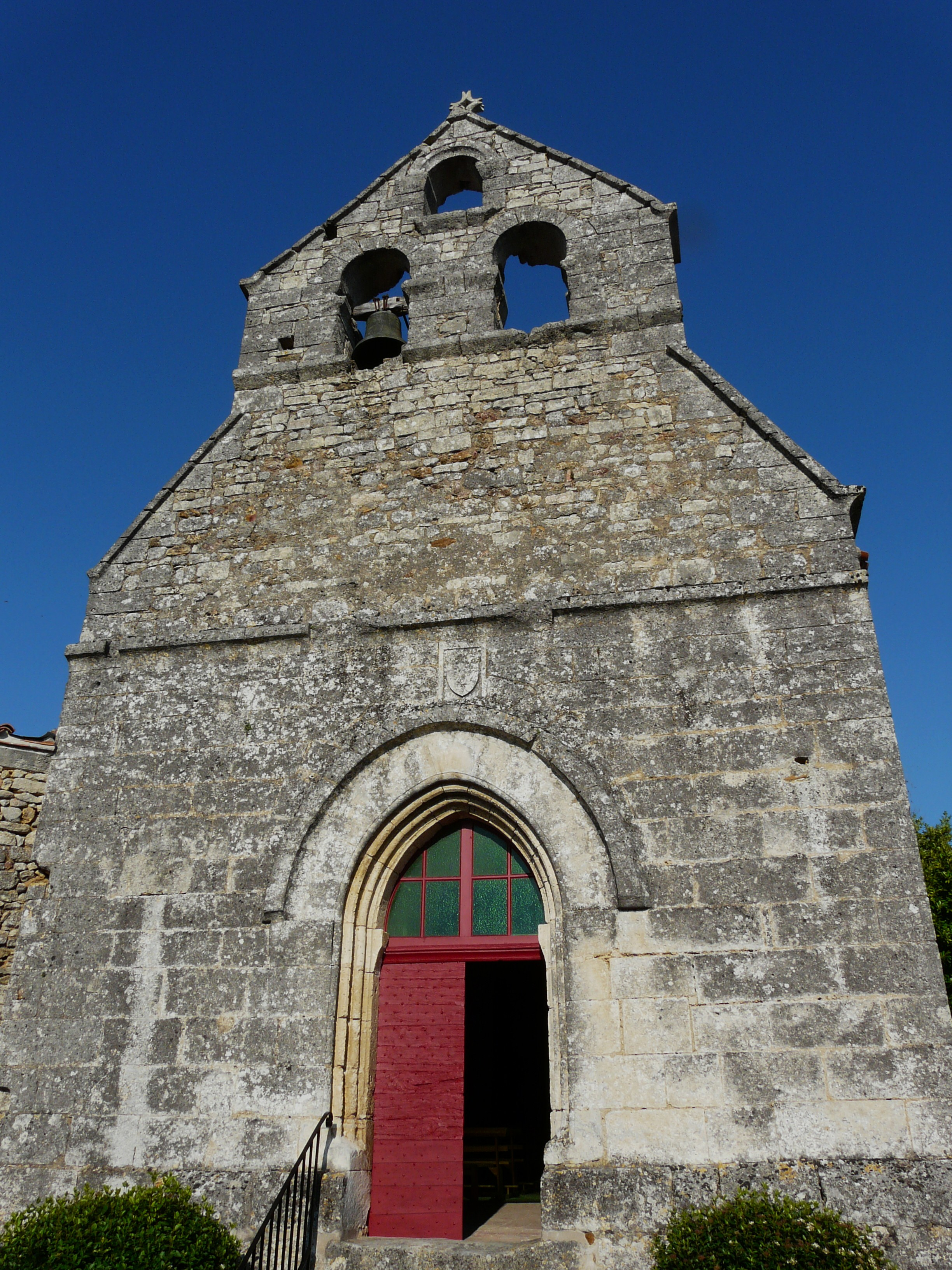
Церковь Св. Мартина
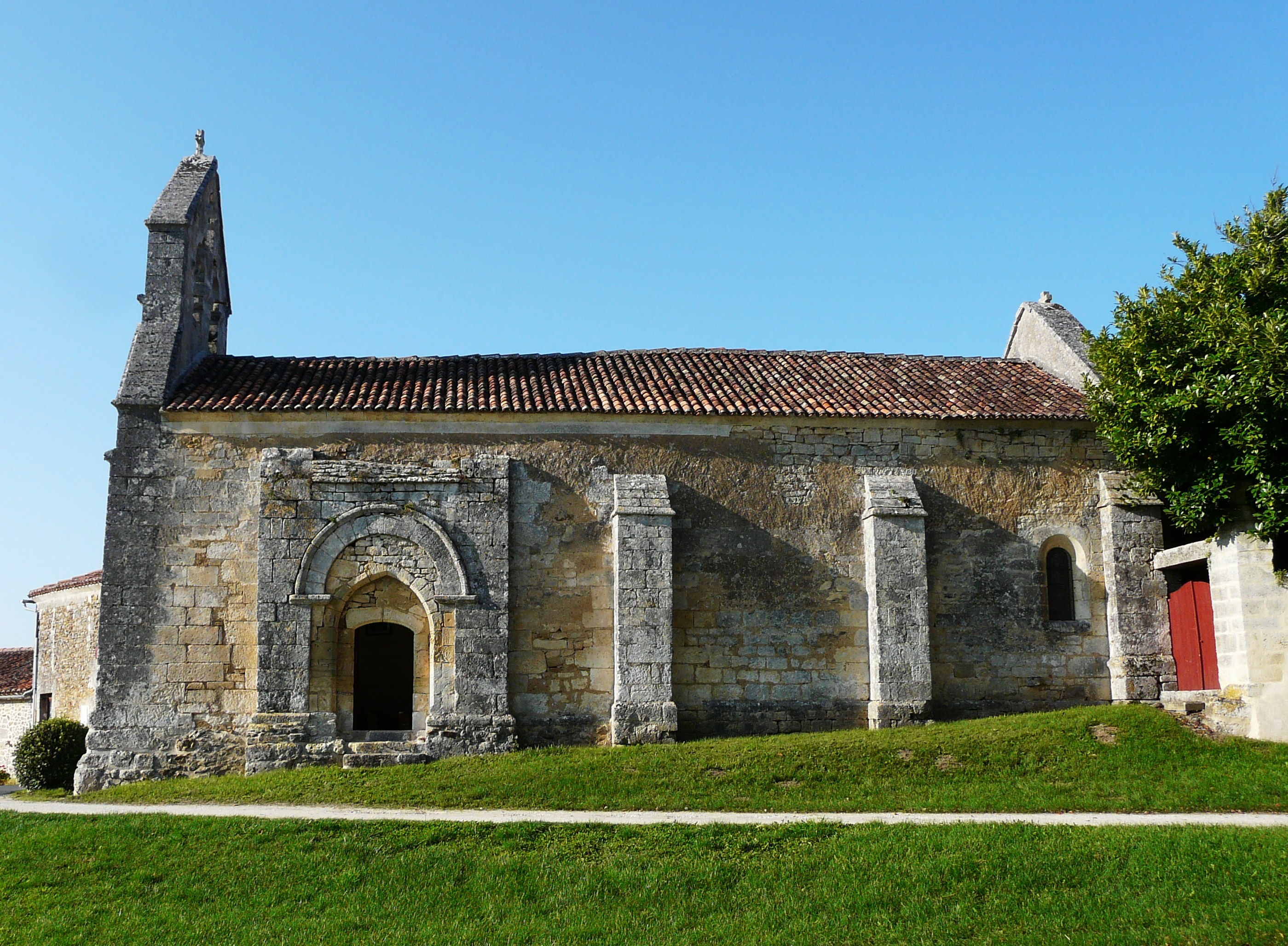
Церковь Св. Мартина
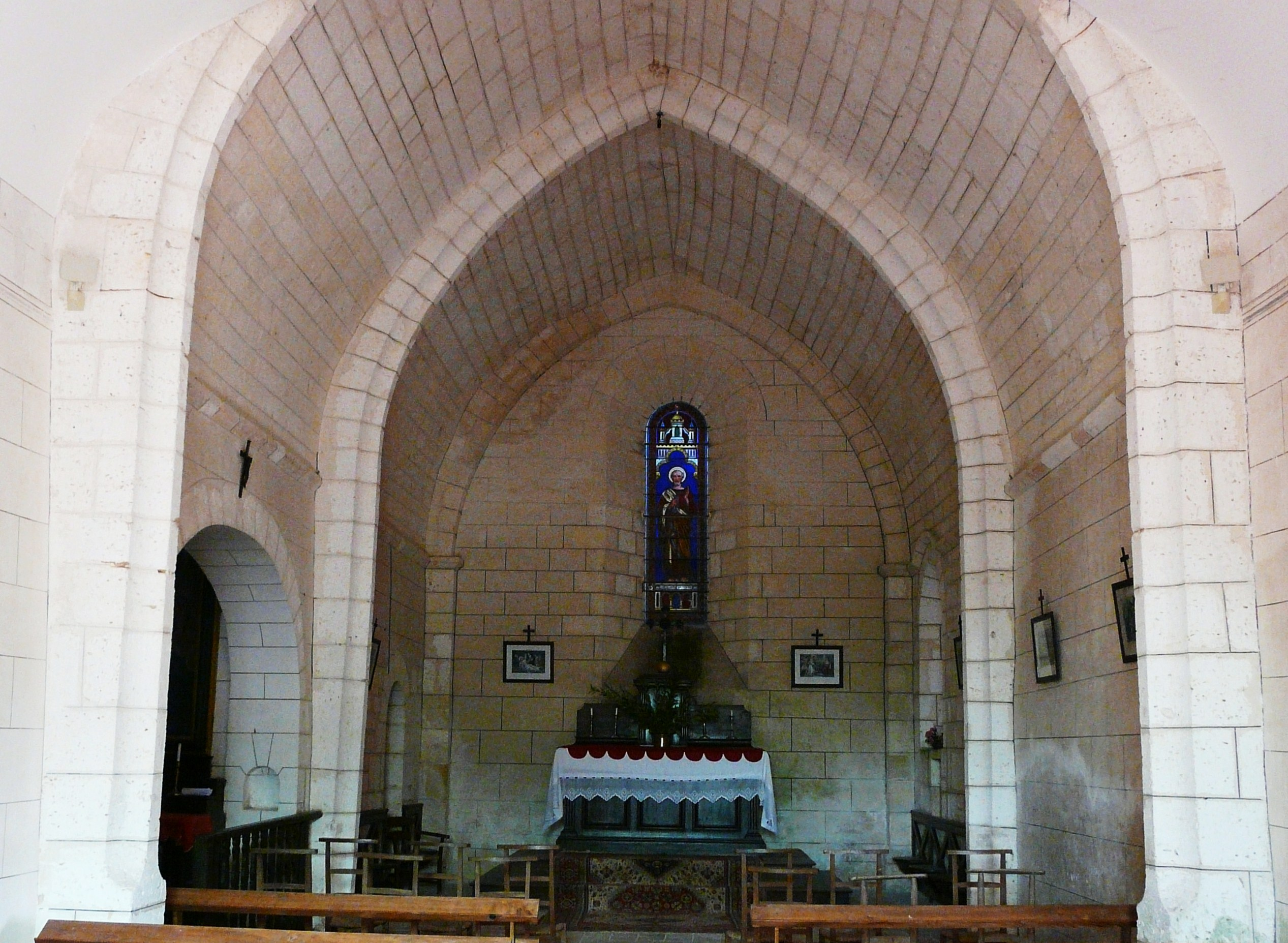
Интерьер церкви Св. Мартина
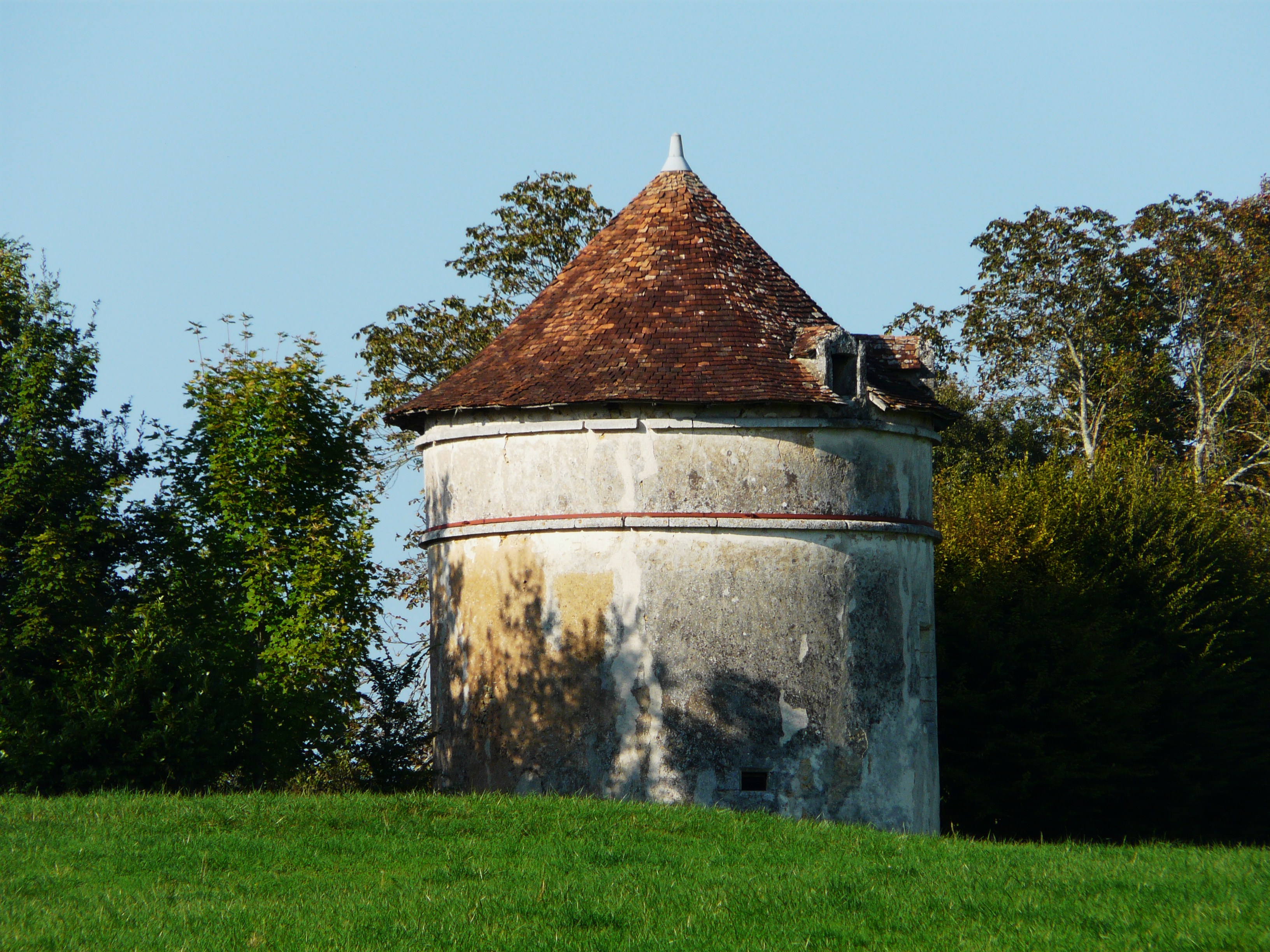
Голубятня